# لاتويا لندن
لاتويا لندن (بالإنجليزية: LaToya London)‏ هي مغنية وممثلة أمريكية، ولدت في 29 ديسمبر 1978 في سان فرانسيسكو في الولايات المتحدة.

## وصلات خارجية
- الموقع الرسمي
- لاتويا لندن على موقع IMDb (الإنجليزية)
- لاتويا لندن على موقع ميوزك برينز (الإنجليزية)
- لاتويا لندن على موقع قاعدة بيانات برودواي على الإنترنت (الإنجليزية)
- لاتويا لندن على موقع إن إن دي بي (الإنجليزية)
- لاتويا لندن على موقع ديسكوغز (الإنجليزية)
- لاتويا لندن على موقع قاعدة بيانات الفيلم (الإنجليزية)